# Thore Petre
Johan Theodor (Thore) Petre, född 23 september 1793 i Torsåkers församling i Gävleborgs län, död 6 december 1853 i Ovansjö församling i Gävleborgs län, var en svensk bruksägare och politiker. Han var far till Casimir Petre.

## Privatliv
Thore Petre var son till bruksägaren Robert Fredrik Petre och tillhörde den Petre-släkt som 1628 inflyttat till Sverige från Skottland och därefter dominerade järnhanteringen i Bergslagen. Modern Kristina Elisabet Nordenadler var adlig och mormodern friherrinnan Catharina Cederström tillhörde en släkt som drev bruk i Gästrikland samt Ockelboverken.
Petre blev 1804 student vid Uppsala universitet, där han 1809 avlade hovrättsexamen. Han åtföljde under efterföljande år häradshövdingar på ting, var 1812 kanslist hos borgarståndet vid riksdagen i Örebro samt tjänstgjorde i Svea hovrätt och Kommerskollegium fram till 1819, då han började ägna sig åt skötseln av sin familjs bergsbruk. På Hammarby bruk och Hofors bruk i Gästrikland utövade han en verksamhet jämförbar med de största industrimännen i landet. 1818 skrev han in på Gävle skola den blivande språkforskaren Anders Uppström, född på Hammarby bruk av fattiga föräldrar.
Petre gifte sig 1823 med Gustafva Elisabet Ulrika Munktell. Hans sondotter Gunilla Petre gifte sig 1893 med konsthistorikern Carl Gustaf Laurin.

## Skolmecenat
Petre arbetade mycket för att barnen skulle få gå i skolan, något som inte alls var självklart på 1800-talet. Släkten Petre gav namn åt Torsåkers första skola 1826, "Petreskolan i Prästhyttan", dit han som brukspatron skänkte inkomsterna från två fastigheter i byn. Man anställde skollärare och det bestämdes att för alla barn skulle en avgift betalas. De fattigaste fick gå i skolan gratis eller betala mindre. Thore Petre själv har gett namn åt en av Hofors nuvarande skolor, Petreskolan.

## Politikerkarriären
Det var dock på ett helt annat fält än bergsbruk Petre skulle vinna sin egentliga namnkunnighet. Vid 1830 års riksdag hade förslaget om bergsbruksidkarnas representationsrätt bifallits, och redan 1833 utsågs Petre med betydande majoritet till representant för 1:a bruksdistriktet i den 1834 sammanträdande urtima riksdagen. Hans personlighet kännetecknades av stor talegåva samt oräddhet och orubblig karaktärsfasthet, redan vid sin första riksdag, då han omedelbart invaldes i statsutskottet och talmanskonferensen, förvärvade han stort inflytande bland sina meningsfränder, under det han å andra sidan väckte de maktägandes synnerliga missnöje. Starkast var väl bådadera vid 1840 års märkliga riksdag, där Petre i borgarståndet, liksom i konstitutionsutskottet, hemliga utskottet och talmanskonferensen med uthållighet kämpade för de "liberalare" åsikterna. Petre beskrevs av en bland sina motståndare som "den mest betydande av alla, vilka bevistade riksdagen". "Oppositionens" ställning blev efter Oscar I:s regeringstillträde i mångt och mycket förändrad. Petre inskränkte under de riksmöten han därefter bevistade (1844–1845, 1850–1851) sin verksamhet huvudsakligen till arbetena i statsutskottet och talmanskonferensen, men stod som förr alltid redo att hugga in mot varje övergrepp eller yttring av maktfullkomlighet.
Petre stödde de första initiativen till en representationsreform och deltog i reformmötena i Örebro 1849 och 1850, vid det senare som ordförande. I samförstånd med detta mötes flertal motsatte sig Petre det till 1850–1851 års riksdag av K. M:t framlagda förslaget till representationens ombildning, vilket lyckades vinna majoritet endast i borgarståndet.
Vid Petres frånfälle hemställde hans forne skarpaste motståndare, borgmästaren Per Johan Lagergren, som då förde talmansklubban i borgarståndet, att i ståndets protokoll måtte intagas uttrycken av ståndets saknad och aktning.
Hans vapenbroder Lars Hierta sammanfattade sin minnesruna över honom med orden: "Han var i visst avseende den största parlamentariska talang, som prytt våra riksdagar sedan 1809."

### Fotnoter
1. 1 2 3 4 5 6 7  J Theodor (Thore) Petré, Svenskt biografiskt lexikon, Svenskt Biografiskt Lexikon-ID: 7162.[källa från Wikidata]
2. 1 2 3 4  Torsåkers kyrkoarkiv, Gävleborgs län, Födelse- och dopböcker, SE/HLA/1010208/C/4 (1780-1806), bildid: C0032310_00118, födelse- och dopbok, läs onlineläs online, läst: 9 augusti 2020.[källa från Wikidata]
3. 1 2 3 4  Sveriges dödbok 1815–2022, nionde utgåvan, Sveriges Släktforskarförbund, december 2023.[källa från Wikidata]
4. ↑  Libris, Kungliga biblioteket, 26 september 2012, Libris-URI: 64jlmd1q28g7pl4, läst: 24 augusti 2018.[källa från Wikidata]
5. ↑  Sveriges dödbok 1815–2022, nionde utgåvan, Sveriges Släktforskarförbund, december 2023, Petré, Johan Theodor
(1793-09-23)
DB, FB, HFL (sida: AI/19a s 111)?
6. ↑  Svenskt biografiskt lexikon, artikeln Thore Petre
7. ↑  ”Skolan i Torsåker”. Järnriket i Gästrikland. Arkiverad från originalet den 2 januari 2014. https://web.archive.org/web/20140102211052/http://www.jarnriket.com/pages.asp?PageID=4362.
8. ↑  Hellberg, Johan Carl (1871). Ur minnet och dagboken om mina samtida: personer och händelser efter 1815 inom och utom fäderneslandet. I. Haeggströms boktr. https://books.google.se/books?id=fs1JAQAAMAAJ&pg=PA52&dq=%C3%96rebrom%C3%B6tena+tersmeden&hl=sv&sa=X&ved=2ahUKEwispZbL0N3xAhVIpYsKHYAZCk0Q6AEwAXoECAQQAg#v=onepage&q=%C3%96rebrom%C3%B6tena%20tersmeden&f=false. Läst 12 juli 2021
9. ↑  Grimberg, Carl. ”180 (Svenska folkets underbara öden / VIII. 1809 års män, Karl Johans och Oskar I:s tid samt Vårt näringsliv och kommunikationsväsen under teknikens tidevarv 1809-1859)”. runeberg.org. https://runeberg.org/sfubon/8/0182.html. Läst 24 november 2022.